# Gartner
Gartner, Inc — провідна світова дослідницька і консалтингова компанія у сфері інформаційних технологій. Заснована в 1979, з головним офісом у Стемфорді, штат Коннектикут, США. До 2001 року була відома як Gartner Group.
У 2009 році Gartner мав 60 000 клієнтів з 10 000 різних організацій.

## Структура і персонал
Основними підрозділами компанії є:
- Gartner Research,
- Gartner Executive Programs,
- Gartner Consulting
- Gartner Events

Станом на 2009 в штаті компанії 4 000 працівників, включаючи 1 200 аналітиків і консультантів в 80 країнах

## Цикл надочікувань
З 1995 року Gartner ввела поняття цикл надочікувань англ. Hype Cycle для опису надмірного ентузіазму і подальшого розчарування, які зазвичай відбуваються при входженні нових технологій.

## Конкуренти
- AMR Research
- ABI Research
- Basex
- Burton Group
- Canalys
- CMS Watch
- Computer Economics
- Corporate Executive Board, USA
- Cutter Consortium
- Forrester Research
- Informa
- Info-Tech Research Group
- International Data Corporation
- Nemertes Research
- Technology Evaluation Centers
- Yankee Group

## Gartner і Україна
Ексклюзивним надавачем послуг Gartner в Україні, Фінляндії, Росії і країнах Балтії є компанія Marketvisio, яка є незалежним консультантом у сфері бізнесу ІКТ.